# Leopoldo Savona
Leopoldo Savona (Lenola, 2 de juliol de 1913- Jesi, 19 d'octubre de 2000) fou un guionista i director de cinema italià.

## Biografia
Començà a treballar al món del cinema com a ajudant de director de Giuseppe De Santis del 1949 al 1957, i debutà com a director en solitari el 1955 amb Il principe dalla maschera rossa. Hi van seguir diverses altres produccions cinematogràfiques des dels anys 1950 fins a la meitat dels anys 1970.
Entre les seves pel·lícules més cèlebres podem destacar Uomini e lupi (1956), La guerra continua (1962), I diavoli di Spartivento (1963), Un uomo chiamato Apocalisse Joe (1970) i Le due orfanelle (1976).
Va col·laborar com a assistent tècnic de Pier Paolo Pasolini a la pel·lícula Accattone del 1961 i també a Mamma Roma. A més va treballar com a actor en algunes ocasions amb el pseudònim de Leo Coleman. També va tenir un paper no acreditat a La dolce vita de Federico Fellini del 1960.

## Filmografia parcial

### Director i guionista
- Il principe dalla maschera rossa (1955)
- Uomini e lupi (1956)
- Le notti dei teddy boys (1959)
- I mongoli (1961) amb André de Toth i Riccardo Freda
- La guerra continua (1962)
- La leggenda di Fra Diavolo (1962)
- I diavoli di Spartivento (1963)
- Un uomo chiamato Apocalisse Joe (1970)
- Byleth (1971)
- La morte scende leggera (1972)
- Le due orfanelle (1976)

### Actor
- Il gigante di Metropolis, d'Umberto Scarpelli (1961)
- FBI chiama Istanbul, d'Emimmo Salvi (1964)